# Villiers-le-Duc
Villiers-le-Duc é uma comuna francesa na região administrativa da Borgonha-Franco-Condado, no departamento de Côte-d'Or. Estende-se por uma área de 118 km². Em 2010 a comuna tinha 94 habitantes (densidade: 0,8 hab./km²).